# Sebastián Sagasti
Sebastián Sagasti Trias (* 12. April 2000) ist ein uruguayischer Handballspieler, in der Variante Beachhandball ist er Nationalspieler Uruguays.
Sebastián Sagasti besucht die Deutsche Schule Montevideo, für deren Schulmannschaft er auch Handball spielt. Die Schule ist eine der Handball-Hochburgen des Landes, mit deren Mannschaft er an nationalen Turnieren und Meisterschaften teilnimmt.

## Beachhandball
Seine weitaus größten Erfolge erreichte Sagasti bislang im Beachhandball, wo er zumeist als Specialist eingesetzt wird. Schon als 17-Jähriger wurde er in die A-Nationalmannschaft Uruguays berufen, um bei den World Games 2017 in Breslau teilzunehmen. Dort verlor Uruguay alle drei Vorrundenspiele, womit man gegen Ungarn in der KO-Phase spielte und im Viertelfinale ausschied. Die beiden folgenden Platzierungsspiele gegen Polen und Australien wurden gewonnen, womit Uruguay das Turnier auf dem fünften Platz beendete.

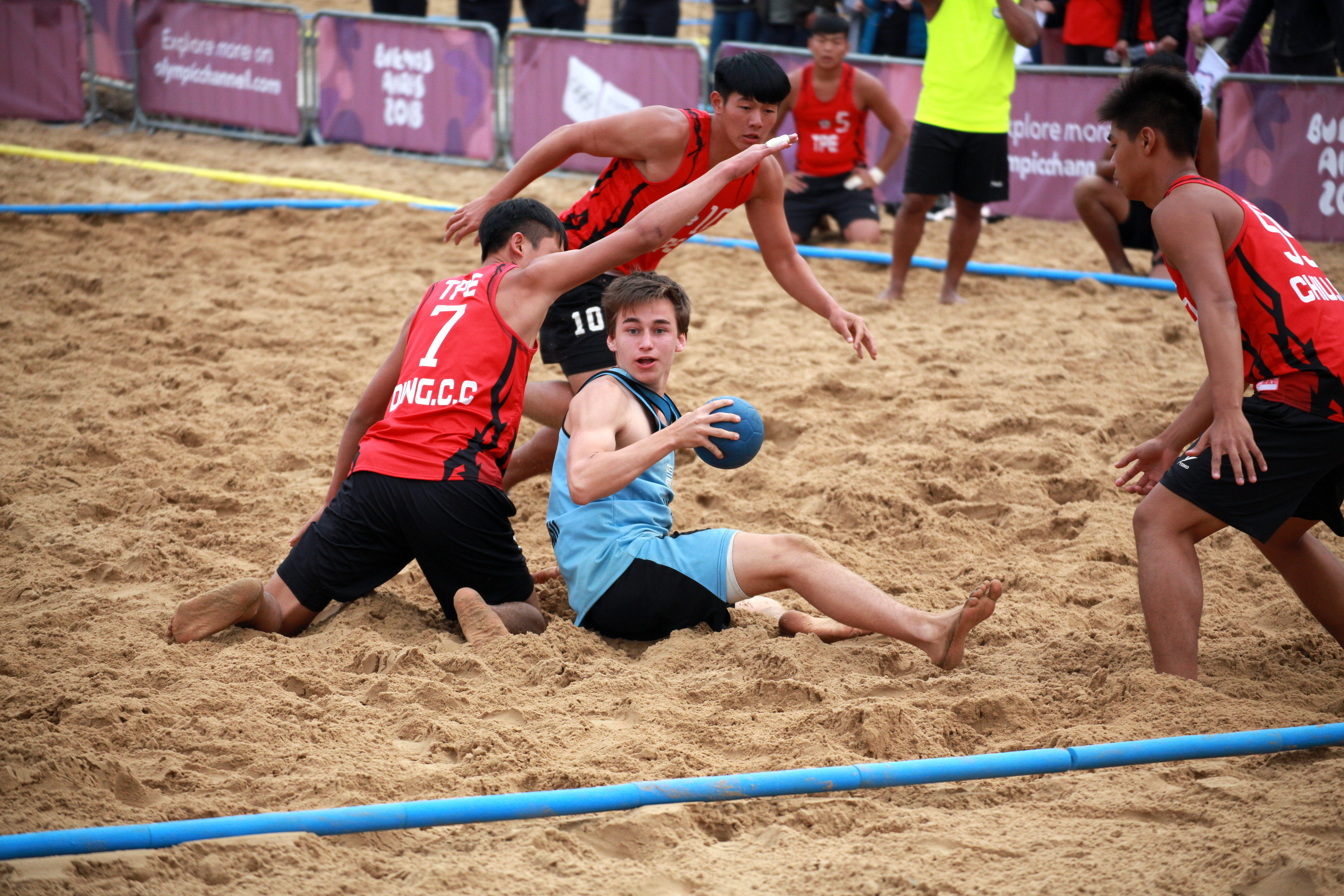
Sagasti (blau), umgeben von taiwanesischen Spielern im finalen Platzierungsspiel der Olympischen Jugendspiele 2018

Ein Jahr später wurde Sagasti für die Mannschaft Uruguays für die Olympischen Jugend-Sommerspiele 2018 von Buenos Aires berufen, wo Beachhandball erstmals Teil des olympischen Programms war. Mit seiner Mannschaft verlor er wie bei den World Games alle fünf Spiele der Vorrunde. Somit konnte sich Sagasti mit Uruguay nur für die Trostrunde qualifizieren. In dieser gelang in drei Spielen nur ein Sieg gegen den großen Außenseiter Mauritius. Als Viertplatzierte der Gruppe spielten sie gegen Chinesisch Taipeh um den neunten Platz, unterlag der Mannschaft jedoch im Shootout und wurde Zehnte. In neun Spielen erzielte er 84 Punkte.
2019 gehörte Sagasti zunächst nicht zum uruguayischen Aufgebot für die Südamerikanischen Beachgames in Rosario sowie die Süd- und Mittelamerikanischen Beachhandballmeisterschaften 2019 in Maricá, im weiteren Jahresverlauf aber für die erstmals ausgetragenen World Beach Games in Katar. Mit nur einem Sieg in ihrer Vorgruppe qualifizierte sich Uruguay als letzte Mannschaft der Gruppe nur für die Qualifizierungsspiele. Nach einem Sieg über die USA wurde im finalen Spiel um den neunten Rang gegen Tunesien im Shootout unterlegen.

## Einzelbelege
1. ↑  DSM - Noticias. Abgerufen am 12. April 2021 (deutsch).
2. ↑  http://www.handball.com.uy/partido/15742#
3. ↑  About The Author Confederación Uruguaya: Beach Handball internacional en Polonia | Confederación Uruguaya de Deportes. Abgerufen am 12. April 2021 (europäisches Spanisch).
4. ↑  seba: Uruguayos en los Juegos Olímpicos de la Juventud | Helvecia. 1. Oktober 2018, abgerufen am 12. April 2021 (es-AR).
5. ↑  2018 Summer Youth Olympics Official Result Book Beach handball
6. ↑  ElPais: Uruguay cerró su participación en los Juegos Mundiales de Playa. Abgerufen am 12. April 2021 (spanisch).
7. ↑  IHF | Team Details Page. Abgerufen am 12. April 2021.
8. ↑  Beach Handball. In: Qatar 2019. Abgerufen am 12. April 2021 (britisches Englisch).

| Personendaten    | Personendaten                                    |
| ---------------- | ------------------------------------------------ |
| NAME             | Sagasti, Sebastián                               |
| KURZBESCHREIBUNG | uruguayischer Handball- und Beachhandballspieler |
| GEBURTSDATUM     | 12. April 2000                                   |